# Жилой дом по улице Горького, 26а (Новосибирск)
Жилой дом по улице Горького 26а  — двухэтажное кирпичное здание в Центральном районе Новосибирска. Вероятная дата постройки — 1940 год. Архитектор — Николай Храненко. Памятник архитектуры регионального значения.

## История
Точное время постройки дома неизвестно. Согласно некоторым источникам, он был возведён в 1940 году, однако, по мнению краеведа Константина Голодяева, эта датировка ошибочна.
По поводу проекта сооружения также возникают вопросы. Главный хранитель фондов Музея истории архитектуры Сибири имени С. Н. Баландина Сергей Филонов и архитектор Игорь Поповский предполагают, что в него со временем могли быть внесены изменения; по другой их версии, здание — результат реконструкции другого строения.

Возможно, это перестроенный конструктивистский объект — таких домов много в городе. Эти кварталы, как и дом служащих банка, подвергались перестройке.— Сергей Филонов
Некоторые эксперты допускают, что проект здания был экспериментальным, о чем в некоторой степени свидетельствует разный декор окон на одном из боковых фасадов.

## Описание
Форма здания в плане приближается к Т-образной. Главный северный фасад выходит на улицу Горького.
Здание стоит на кирпичных ленточных фундаментах. Цоколь выполнен из кирпича, с рустовкой. Под частью дома расположен подвал. Кирпичные стены оштукатурены и выкрашены. Двускатная щипцово-вальмовая крыша стропильной конструкции покрыта металлом.
Балкон по центру фасада и боковые ризалиты подчёркивают симметрию главного фасада.
Вход расположен в боковой части здания. Первоначально для двух квартир первого этажа в ризалитах были предусмотрены индивидуальные выходы, обрамлённые полуциркульными порталами с замковым камнем и лепниной; перед ними размещены фланкированные вазонами высокие крыльца.
Углы дома акцентированы рустикой.

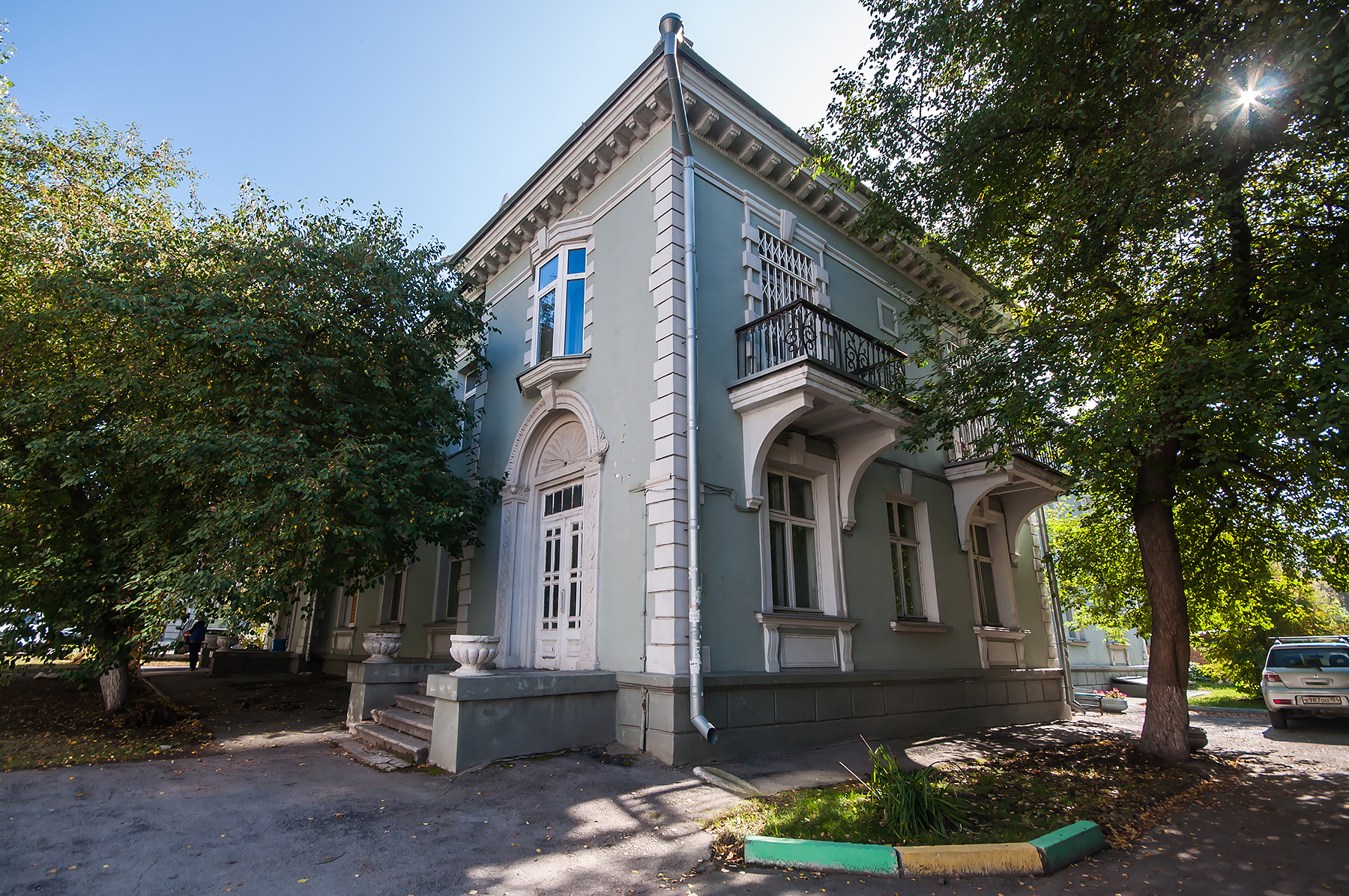

Над большими окнами первого и второго этажей размещены прямые сандрики с замковым камнем. Трёхгранные окна ризалитов выдаются из плоскости фасада в виде эркеров. Балконы прямоугольные, с ажурным кованым ограждением, деревянным поручнем и профилипованной плитой, поддерживаемой кронштейнами.
Здание завершается профилированным модульонным карнизом. Ризалиты увенчаны парапетными столбиками, между которыми проходят металлические решётки.
Габариты здания — 21 × 25,8 м.

## Жители
По данным на 2020 год, в доме насчитывается 11 владельцев, которым принадлежит восемь квартир. Причём, почти половина из них находится в собственности одной семьи, планомерно выкупавшей жилплощадь на протяжении многих лет. Одну квартиру занимает семья, живущая в ней четвёртое поколение.
Также в доме ранее жил каптёр, комната которого сохранилась в подвале; в его личном распоряжении, кроме того, были душевая комната и туалет.

## Организации
В конце 1990-х годов одна квартира была выведена из жилого фонда, после чего в ней расположилось заведение общественного питания, затем — интернет-кафе. Позже помещение занял медицинский центр.

## Фотосессии
Памятник архитектуры привлекает внимание фотографов, в том числе, участников свадебных мероприятий, желающих запечатлеть себя на фоне здания.